# Кпакио, Ронан
Ронан Кпакио (англ. Ronan Kpakio; родился 25 мая 2007, Суонси, Уэльс) — валлийский футболист, правый защитник клуба «Кардифф Сити».

## Клубная карьера
Воспитанник академии «Кардифф Сити». 13 августа 2024 года дебютировал за основную команду «лазурных птиц», проведя полный матч в Кубке Английской лиги против клуба «Бристоль Роверс».

## Карьера в сборной
Выступал за сборные Уэльса до 16, до 18 и до 19 лет. Вместе со сборной страны до 17 лет принял участие на чемпионате Европы, сыграв во всех матчах своей команды на турнире.
В конце мая 2025 года был впервые вызван в основную сборную Уэльса на матчи квалификации к чемпионату мира 2026 года против сборных Лихтенштейна и Бельгии.